# Ортон (посёлок)
Ортон — посёлок в Кемеровской области. Входит в состав Междуреченского городского округа.

## География
Ортон расположен в юго-восточной части Кемеровской области и находится на берегу рек Ортон и Базас.
Центральная часть населённого пункта расположена на высоте 431 метр над уровнем моря.
Уличная сеть состоит из 13 географических объектов
Светлый пер., ул. Базасская, ул. Вербная, ул. Заречная, ул. Звездная, ул. Крюкова, ул. Набережная, ул. Почтовая, ул. Прибрежная, ул. Речная, ул. Центральная, ул. Черемушки, ул. Школьная

## Климат
Климат — резко континентальный. Зима — суровая и продолжительная, лето — жаркое и короткое. Характерна большая амплитуда температур, большое количество осадков. Максимум осадков наблюдается в зимние и весенние месяцы. Зимой образуется значительный по мощности снежный покров, который устанавливается в октябре (в горах — в сентябре). Глубина промерзания грунтов — 2,2 метра.
Территория посёлка хорошо проветривается преобладающими юго-западными ветрами.
Суровый температурный режим сопровождается повышенной влажностью атмосферного воздуха вследствие расположения посёлка между реками на болотистой местности. Ситуацию усугубляет недостаток солнечного света (в основном пасмурная или облачная погода).
Сейсмичность территории посёлка Ортон составляет 7 баллов.

## Гидрография
Гидрологическая сеть территории посёлка Ортон представлена реками Ортон и Базас, а также рекой Колос. Река Ортон является одним из наиболее крупных притоков по длине. Река Базас — один из крупных притоков по площади водосбора. Реки имеют крутые, местами поросшие хвойным лесом склоны. Берега, зачастую, обрывистые, скалистые. Русла рек каменистые галечниковые, порожистые с обилием перекатов, прямолинейные и редко меандрирующие. Питание рек снеговое и дождевое. Зимой, вследствие зашугованности, бывают заторы, наледи, полыньи.

## История
История посёлка начинается с 1968 года, когда приказом МВД СССР была создана группа, которая была доставлена на территорию посёлка Трёхречье, где был разбит небольшой палаточный лагерь для проживания расконвоированных осуждённых. Этот палаточный лагерь и послужил отправной точкой для образования отделения исправительно-трудовых колоний (ОИТК).
За короткое время здесь были построены общежития для осуждённых, квартиры для сотрудников, медицинский пункт, школа.
Весной 1971 года началось строительство автодороги Ортон — Майзас. Наряду со строительством дороги и основных производственных объектов велась заготовка древесины, которая с началом паводковых вод сплавлялась в посёлок Абагур-Лесной.
К середине 1971 года на место строительства колонии прибыли основные ведущие специалисты: экономисты, механики, бухгалтера, врачи, инженеры. Из-за отсутствия дороги, медикаменты, продукты питания, а также этапы осуждённых доставлялись на вертолёте.
В декабре 1971 года начальником Кузбасского управления лесными исправительно-трудовыми учреждениями (УЛИТУ) издан Приказ Об организации в посёлке Ортон отделения исправительно-трудовых колоний ВД-30/23. В его состав включили ИТК-23/1 «Большой Ортон», ИТК-23/2 «Головной Ортон», ИТК-23/3 «Базас».
Решением Кемеровского облисполкома № 480 от 4 ноября 1974 года вновь образованный населённый пункт был официально зарегистрирован как «посёлок Ортон». Вошёл в состав Усть-Анзасского сельсовета Таштагольского района.
Постановлением Кемеровского облисполкома № 517 от 24 октября 1979 года посёлок Ортон передан из Усть-Анзасского в Майзасский сельсовет Междуреченского горсовета.
В 1989 году началась реконструкция автодороги Ортон — Майзас, которая в 1993 году была закончена силами Красноярской автодорожной строительной организации.
В связи с отрицательным воздействием на экологию, молевой сплав был запрещен в 1992 году. С этого периода начинается вывозка всего ассортимента готовой продукции и пиломатериалов до станции Чульжан.
Решением областного Совета народных депутатов Кемеровской области № 96 от 6 апреля 1993 года посёлок Ортон вошёл в состав вновь образованного Ортонского сельсовета.
До 1996 года в исправительно-трудовой колонии действовала своя дизельная электростанция, которая обеспечивала электроэнергией посёлок, а также производственные и коммунально-бытовые объекты. В связи с подорожанием дизельного топлива в учреждении стало не хватать средств на закупку дизельного топлива и содержание электростанции. Вследствие этого было принято решение по строительству промышленной линии электропередач из Республики Хакасия. Было вновь построено 14 километров ЛЭП и 26 километров капитально отремонтировано (от бывшего посёлка Большой Ортон до посёлка Неожиданный Республики Хакасия). С 1 октября 1999 года в посёлке используется промышленная электроэнергия.
В соответствии с распоряжением администрации города Междуреченск от 16 августа 1999 года посёлок Ортон вошёл в состав вновь образованного Ортонского территориального управления.
В 2015 году колония-поселение была расформирована. Лимит наполнения колонии был 350 мест.

## Население
| 2010 |
| ---- |
| 658  |

Национальный состав
Согласно результатам переписи 2002 года, в национальной структуре населения русские составляли 65 %, шорцы 27 % от общей численности населения в 717 жителей.

## Инфраструктура
Предприятия торговли, ФАП, отделение почтовой связи, администрация, школа-интернат, храм, пекарня, хоккейная площадка.

## Транспорт
Внешняя связь посёлка с Междуреченском осуществляется рейсовым вахтовым автобусом по автодороге через посёлок Майзас, по понтонному мосту — в летний период, и по ледовой переправе — зимой. В период половодья данный процесс значительно затруднён. В юго-восточном направлении из посёлка Ортон проходит грунтовая дорога к посёлку Ильинка.